# Alvord (Iowa)
Alvord è una città degli Stati Uniti, situata nella Contea di Lyon, nello Stato dell'Iowa.

## Geografia fisica
La città ha una superficie di 0,7 km², interamente coperti da terra. Le città limitrofe sono: Doon, Inwood, Larchwood, Lester, Rock Rapids e Rock Valley. Alvord è situata a 403 m s.l.m.

## Società

### Evoluzione demografica
Al censimento del 2000, Alvord contava 187 abitanti e 75 famiglie. La densità di popolazione era di 267,14 abitanti per chilometro quadrato. Le unità abitative erano 80, con una media di 114,28 per chilometro quadrato. La composizione razziale contava il 100,00% di bianchi.